# Première partie de soirée
Pour les articles homonymes, voir Prime time.
 (septembre 2023).
Si vous disposez d'ouvrages ou d'articles de référence ou si vous connaissez des sites web de qualité traitant du thème abordé ici, merci de compléter l'article en donnant les références utiles à sa vérifiabilité et en les liant à la section « Notes et références ».
La première partie de soirée, aussi appelée heure de grande écoute, période de pointe ou par anglicisme prime time (« heure de prime importance »), désigne un créneau horaire à la télévision ou à la radio durant lequel l'audience de la journée est la plus importante.
Les chaînes de télévision choisissent en général d'y programmer des émissions destinées au plus large public possible, comme des films, des séries ou des magazines populaires. C'est particulièrement sur cette plage horaire que se mesurent en grande partie le succès et la rentabilité d'une chaîne de télévision.  
Il s'agit de la période qui succède généralement au journal télévisé du soir (entre 18 et 20 h selon les pays) ainsi qu'à l'avant-soirée, aussi appelée access prime time.

## Amérique du Nord
- États-Unis et Canada

La première partie de soirée (prime time) recouvre :
| Jour               | Côtes est et ouest | Centre du pays |
| ------------------ | ------------------ | -------------- |
| du lundi au samedi | 20 h - 23 h        | 19 h - 22 h    |
| le dimanche        | 19 h - 23 h        | 18 h - 22 h    |

## Europe
- Allemagne : le prime-time, la tranche horaire principale d'émission (en allemand : Hauptsendezeit), est définie par les lois régionales sur les médias (Landesmediengesetz). En Rhénanie-du-Nord-Westphalie, par exemple, il s'agit de la tranche horaire de 19 h à 23 h[2]. La première partie de soirée correspond à la case horaire 20 h 15 - 22 h 15 ou plus.
- Belgique : la première partie de soirée débute aux environs de 20 h 15. Elle prend fin vers 22 h, parfois 20 ou 30 minutes plus tard.
- Espagne : la première partie de soirée débute très tard, en comparaison avec la majorité des pays. Au départ elle couvrait la case horaire 21 h - 23 h. Actuellement, elle débute à 22 h (souvent 22 h 15) et se poursuit jusqu'à 1 h du matin, voire 1 h 30, ceci en raison des nombreuses coupures de pub (de 5 à 15 minutes en moyenne).
- France : la première partie de soirée correspond à la case horaire de 21 heures à 23 heures.
- Italie : la première partie de soirée correspond à la case horaire 21 h 30 - 23 h 30 ou plus.
- Royaume-Uni : la première partie de soirée correspond à la case horaire 18 h - 22 h 30.